# ブランパン
ブランパン (Blancpain) は、スイスのヴォー州ル・ブラッシュに本社を置く時計メーカーである。

## 概要
1735年に時計職人のジャン＝ジャック・ブランパン（Jehan-Jacques Blancpain）によってスイスのジュラ山脈にあるヴィルレで創業されたと同社は1950年代から主張するようになった。1735年創業を証明する資料を同社は提示できていないことが指摘されており、事実1953年あたりまで、同社は全てのメディアにおいて創業年を常に1815年と主張していた。2世紀（と主張している）にわたって創業家が運営していたが、20世紀に入って同家の断絶や常態的な経営悪化により時計製造事業を存続出来ず、1970年代後半に全資産を売却して従業員も解雇し、休眠状態となった。
休眠に至った原因をクォーツショックであるとする主張や、同社はクォーツ腕時計に流されず機械式にこだわり続けたため休眠に追い込まれたと主張する広告媒体がある。しかし実際には1969年にセイコーがクォーツ・アストロンを発売した以前に倒産寸前の経営状況に追い込まれていた。クォーツムーブメントの開発は名門ブランド各社が社運を賭けるほど巨額な費用を要したため、当時のブランパンの経営状態では参画が難しかったのが実情と言える。
1981年、当時オメガを離れたジャン＝クロード・ビバーと、ムーブメント専門メーカーフレデリック・ピゲ社長のジャック・ピゲらによって、ブランパンの商標は僅か2万1500フランで買収された。そしてジュウ渓谷のル・ブラッシュに新会社を設立し、1983年に初の時計を発売した。営業を再開するにあたり「クォーツは使わない」と宣言し支持を集めた。その後、永久カレンダーやトゥールビヨン搭載時計を開発するなど、複雑機構の時計ブランドとして復興し、1992年に6,000万フランでSMH（現スウォッチ・グループ）に買収された。
なお、ブランパンの主張が正しければ、同社は現存する腕時計メーカーとしては、同一の法人格として継承され続けたブランドという条件において、世界最古のブランドである。

## コレクション

### ヴィルレ Villeret
クラシックモデルのコレクション。ラウンド型でダブルステップ・ベゼルのケースを特徴とする。名前は創業地の地名に由来する。ブランパンのコレクションの中で最も製品数が多く、2針のシンプルな時計から、複雑なカルーセルやミニッツリピーター搭載時計まで幅広く揃えている。

### フィフティ・ファゾムス Fifty Fathoms
ダイバーズウォッチのコレクション。最初に発売されたフィフティ・ファゾムスは、逆回転防止機構の付いた片方向回転ベゼル、100m近い防水能力（50ファゾムは約91m）を持ったダイバーズウォッチであり、1953年にフランス海軍の依頼により開発された。同年にロレックスは両方向回転ベゼルと100m防水を備えた「サブマリーナー」を開発しており、いずれか、あるいはいずれもが現代的な意味でのダイバーズウォッチのルーツである。
ベゼルを細くしたバチスカーフ（バチスカーフ型潜水艇に由来）や、クロノグラフ、トゥールビヨン、レディースモデルなども展開している。

### レディーバード Ladybird
ダイヤモンドやマザーオブパールなどで装飾を施したレディース時計のコレクション。

### メティエ・ダール Métiers d'Art
ダイヤルやムーブメントに彫金などによる装飾を施した時計のコレクション。名前はフランス語で「職人技」を意味する。一点物が多い。腕時計だけでなく、ポケットウォッチもラインアップしている。

## コンプリケーション

### コンプリートカレンダー・ムーンフェイズ
ル・ブラッシュにて再スタートしたブランパンにとって初の複雑時計として、1983年に発売した。月、曜日、日付のトリプルカレンダー表示と、ムーンフェイズ表示を組み合わせている。最初のムーブメントは、フレデリック・ピゲが1940年代に開発したが絶版になっていたものを、バルジュー7750やキャリバー1185の設計で知られるエドモン・キャプトの手で復活させたものである。
基本となるモデルの他に、8日間パワーリザーブ、クロノグラフ、GMT機構をそれぞれ追加したモデルがある。

### ワンミニット・フライング・カルーセル
カルーセル (フランス語: Carrousel) はトゥールビヨンと同じくキャリッジを回転させる機構で、搭載したムーブメントは2008年に開発された。
カルーセルは1892年にデンマーク出身の時計師バーネ・ボニクセン（Bahne Bonniksen 1859年-1935年）が発明したものだが、部品数が多いこともありほとんど使われてこなかった。ヴィンセント・カラブレーゼらがこのカルーセルを復活させるとともに改良し、構想2年、開発に4年かけて初めて腕時計に搭載した。従来のカルーセルはキャリッジを一周させるのに数十分かかっていたが、ブランパンは一分でキャリッジを一周させることに成功した。
現在では、カルーセルとトゥールビヨンと組み合わせたモデルや、ミニッツリピーターと合わせたモデル、ミニッツリピーターおよびフライバック・クロノグラフ機能を加えたモデルなどが発売されている。

### トラディショナル・チャイニーズ・カレンダー
2012年に登場した。太陽暦および太陰太陽暦機能を搭載する。パーペチュアルカレンダー機能は無いため、カレンダーの調整やうるう月の挿入は手動で行う。ダイアル上に、今年の十二支、十干での年、二十四節気での太陰月と日付、十二時辰での時刻を表示できる。

### 1735 グランド・コンプリケーション
1991年に、当時において最も複雑な機械式腕時計として発表。時計師ドミニク・ロワゾーにより制作された。複雑機構として、トゥールビヨン、ミニッツリピーター、パーペチュアルカレンダー、スプリットセコンド クロノグラフ、ムーンフェイズおよび自動巻き機構を搭載し、80時間のパワーリザーブをもつムーブメントを、直径42mm、厚さ16.5mmのプラチナ製ケースに収めている。30個限定で販売された。
ル・ブラッシュにあるブランパンのアトリエ『ファーム』の三階では、分解された『1735』の全パーツが展示されている。

## 年表

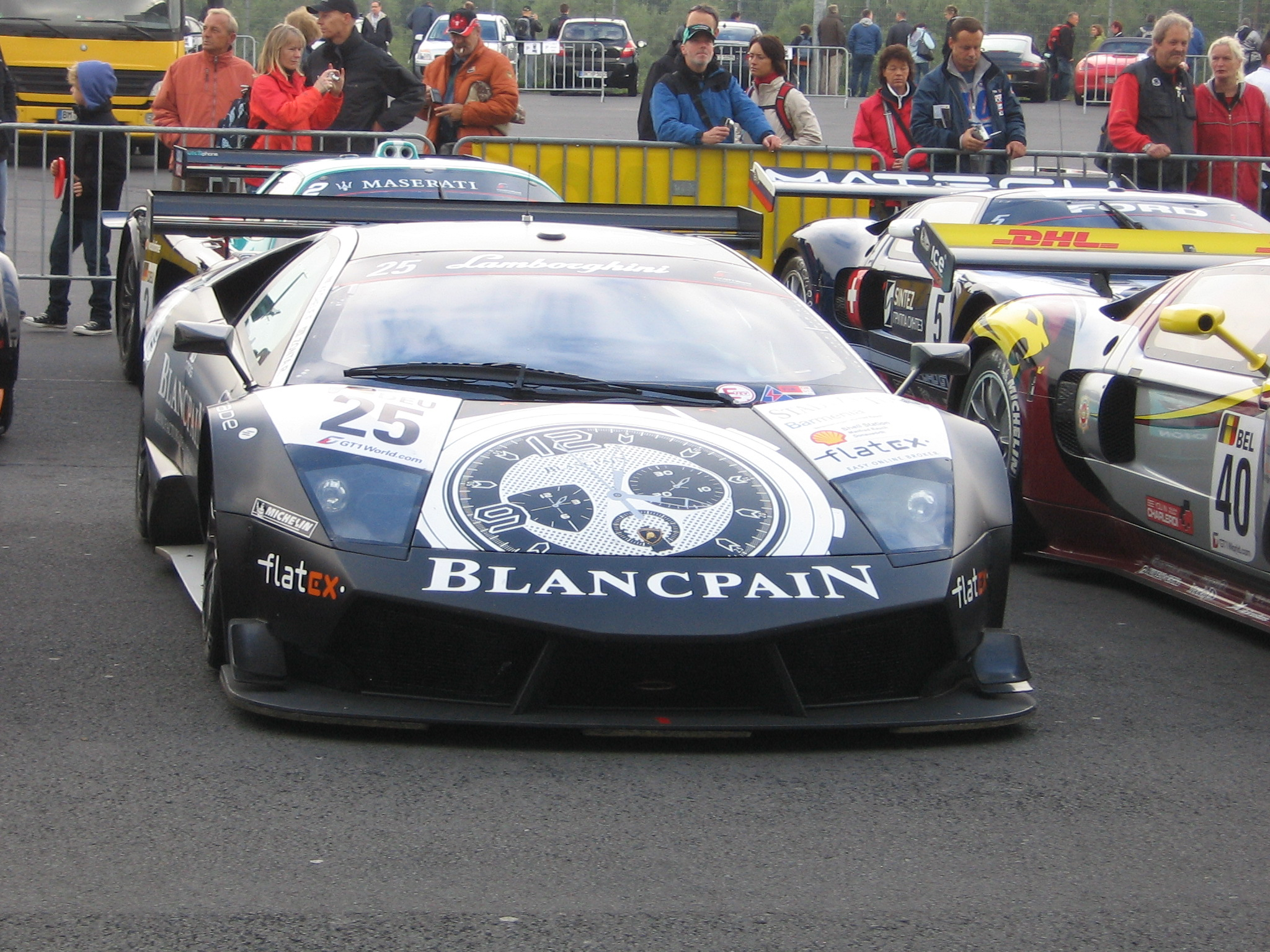
ブランパンがスポンサードしたランボルギーニ・ムルシエラゴ。2010年FIA GT1世界選手権に参戦

- 1735年 - ジャン＝ジャック・ブランパンがスイスのヴィルレで創業[20]。
- 1797年 - カンポ・フォルミオ条約によりヴィルレがフランス領になる[21]。
- 1803年 - ナポレオン戦争が勃発。ヴィルレの若い男が全員徴兵されたため、ブランパンも規模の大幅縮小を余儀なくされたが、時計製造が中断することはなかった[21]。
- 1815年 - ナポレオン戦争が終結し、ヴィルレがスイスに戻る。ジャン＝ジャックの孫であり、兵役から帰還したフレデリック＝ルイ・ブランパンにより再興される[1][21]。
- 1830年 - フレデリック＝ルイの息子フレデリック＝エミールが会社を引き継ぎ、社名を「時計製造所エミール・ブランパン（Fabrique d'horlogerie Emile Blancpain）」とする[20]。
- 1932年 - ブランパン家最後の当主フレデリック＝エミール（上記人物と同名の子孫）が69歳で死去。当時のスイスの法規制（経営陣に一族がいなければその名を社名にできない）により社名を「Rayville SA」に変更[1]。
- 1953年 - ダイバーズウォッチ「フィフティ・ファゾムス」を発売[5]。
- 1961年 - RayvilleがSSIH（現スウォッチ・グループ）の傘下になる[20]。
- 1975年 - この年以降、Rayvilleは徐々にブランパンブランドを撤退させ、ムーブメント製造事業のみになる[1]。
- 1980年 - Rayvilleが操業停止。ヴィルレにある製造拠点はオメガ用に切り替えられる[1]。
- 1981年 - SSIHがブランパンの商標をジャック・ピゲ（フレデリック・ピゲ社の社長）とジャン＝クロード・ビバーに売却。ジャン＝クロード・ビバーの下でブランパン再興計画が開始され、ジュウ渓谷のル・ブラッシュに新会社「Blancpain SA」を設立する[1]。
- 1983年 - コンプリートカレンダー・ムーンフェイズ搭載腕時計を発売[1]。
- 1986年 - ミニッツリピーター搭載腕時計、およびパーペチュアルカレンダー搭載腕時計を発売[1]。
- 1988年 - フライバック・クロノグラフを発売[1]。
- 1989年 - 世界初の自動巻きスプリットセコンド・クロノグラフを発売[22][2]。
- 1991年 - トゥールビヨン搭載腕時計、およびグランド・コンプリケーション「1735」を発売[1][16]。
- 1992年 - SMH（旧SSIH、現スウォッチ・グループ）がフレデリック・ピゲとブランパンを買収する[20][23]。
- 2002年 - ジャン＝クロード・ビバーがCEOを辞任し、マーク・A・ハイエックが新CEOに就任する[1][23]。
- 2004年 - 世界初のランニング・イクエーション・オブ・タイム搭載腕時計を発売[24]。
- 2008年 - ヴィンセント・カラブレーゼを研究開発部門に迎え入れ（2012年まで在籍）、世界初のカルーセル搭載腕時計を発売[21]。
- 2010年 - フレデリック・ピゲがブランパンに完全統合される[20]。
- 2011年 - 自動車のGTレースであるブランパンGTシリーズのタイトルスポンサーになる（2019年まで）。